# 苯乙烯
苯乙烯也被称为乙烯基苯，是用苯取代乙烯的一个氢原子形成的有机化合物。室温下，苯乙烯是一种具有甜味的粘稠易挥发液体，但苯乙烯浓度过高时，气味就会变得令人不愉快。苯乙烯中，乙烯基的电子与苯环共轭。苯乙烯不溶于水，溶于乙醇、乙醚中，暴露于空气中逐渐发生聚合及氧化。工业上是合成树脂、离子交换树脂及合成橡胶等的重要单体。2010年，全球苯乙烯生产量約2500萬噸。

## 发现历史
自然界中，苯乙烯极少量地存在于一些植物及其果实中（如肉桂、咖啡豆和花生），同时，煤焦油中也存在有苯乙烯。最初，在19世纪，苯乙烯由蒸馏苏合香脂分离得到。

## 应用
20世纪30年代，实现了通过乙苯脱氢反应进行工业化生产苯乙烯。在20世纪40年代期间，美国的苯乙烯产量急剧增加，苯乙烯被大量用于合成橡胶的生产。
由于苯乙烯中存在烯基，因此苯乙烯可以发生加聚反应，典型的产品包括聚苯乙烯、ABS樹脂、丁苯橡胶等多种产品。这些材料被广泛用于橡胶、塑料、绝缘材料、玻璃纤维、汽车、船体、食物容器和地毯的生产。

## 生产
工业上，苯乙烯由乙苯为原料进行生产。而乙苯可以通过乙烯对苯的烷基化来大量生产。

### 乙苯的催化脱氢
最为普遍的生产苯乙烯的方法便是以乙苯为原料进行催化脱氢。乙苯被混入其本身10-15倍体积的高温水蒸气中，通过固相催化床来实现脱氢。绝大多数的催化剂是掺入一定量氧化钾或碳酸钾的氧化铁。
水蒸气在该生产过程中扮演了很重要的角色：高温水蒸气为该吸热反应提供了大量热量，并通过水煤气反应除去积累在催化剂表面的焦炭，避免了催化剂中毒，而钾的存在促进了该除焦炭反应。水蒸气也极大稀释了反应物与生成物，使反应平衡向生成产物的方向移动。反应的主要副产物是苯和甲苯。
乙苯和苯乙烯的沸点相当接近（136℃和145℃），因此这两者的分离需要较高的蒸馏塔和较高的回流比。在蒸馏温度下，苯乙烯易发生聚合反应，为解决这个问题，早期生产中会向反应釜中加入硫来抑制聚合反应。20世纪70年代中，发展出了包含硝化苯酚的自由基抑制剂。最近，也有许多新的添加剂出现，但由于硝化苯酚较为廉价，硝化苯酚仍被广泛使用。
提高反应物转化率和减少剩余的乙苯是研究苯乙烯生产路线中很重要的课题。

### 利用乙苯的氧化反应
苯乙烯也通过POSM法进行商业化生产，以乙苯和丙烯为原料，得到苯乙烯和环氧丙烷。在该生产路线中，乙苯被氧气氧化生成乙苯的过氧化物，之后，该过氧化物被用来氧化丙烯，得到1-苯基乙醇和环氧丙烷。最终，1-苯基乙醇脱水后就可以得到苯乙烯。

### 实验室制备
实验室中，一般利用肉桂酸的脱羧反应制备苯乙烯。苯乙烯最早就是由该法制备得到。

## 對健康的影響
根據研究，苯乙烯為“致癌物質”，尤其是在接觸眼睛，以及接觸皮膚，吸入和誤食。
美國環保局形容苯乙烯為“可疑致癌物”和懷疑對胃腸道，腎臟和呼吸系統有害的毒素。
2020年5月7日，韓國樂金集團旗下LG化學在印度安得拉邦维沙卡帕特南的化工廠發生苯乙烯洩漏事故，造成附近住戶13人死亡、1000多人身體不適。